# Paraprotomocerus allardi
Paraprotomocerus allardi är en skalbaggsart som beskrevs av Stefan von Breuning 1966. Paraprotomocerus allardi ingår i släktet Paraprotomocerus och familjen långhorningar.
Artens utbredningsområde är Zimbabwe. Inga underarter finns listade i Catalogue of Life.